# Bistum Makurdi
Das Bistum Makurdi (lat.: Dioecesis Makurdensis) ist eine in Nigeria gelegene römisch-katholische Diözese mit Sitz in Makurdi.

## Geschichte
Das Bistum Makurdi wurde am 9. Juli 1934 durch Papst Pius XI. mit der Apostolischen Konstitution Ad enascentis aus Gebietsabtretungen des Apostolischen Vikariates West-Nigeria als Apostolische Präfektur Benue errichtet. Am 18. April 1950 wurde die Apostolische Präfektur Benue durch Papst Pius XII. mit der Apostolischen Konstitution Laeto accepimus in Apostolische Präfektur Oturkpo umbenannt. Die Apostolische Präfektur Oturkpo gab am 14. Juli 1950 Teile seines Territoriums zur Gründung der Apostolischen Präfektur Yola ab. Eine weitere Gebietsabtretung erfolgte am 21. Februar 1955 zur Gründung der Apostolischen Präfektur Kabba.
Am 2. April 1959 wurde die Apostolische Präfektur Oturkpo durch Papst Johannes XXIII. mit der Apostolischen Konstitution Sacrosancta Divini Magistri zum Bistum erhoben und dem Erzbistum Lagos als Suffraganbistum unterstellt. Das Bistum Oturkpo wurde am 16. Juli 1959 dem Erzbistum Kaduna als Suffraganbistum unterstellt. Am 28. Juni 1960 wurde das Bistum Oturkpo in Bistum Makurdi umbenannt. Das Bistum Makurdi wurde am 16. März 1994 dem Erzbistum Abuja als Suffraganbistum unterstellt. Das Bistum Makurdi gab am 10. Juli 1995 Teile seines Territoriums zur Gründung des Bistums Otukpo ab. Eine weitere Gebietsabtretung erfolgte am 5. Dezember 2000 zur Gründung des Bistums Lafia.

## Ordinarien

### Apostolische Präfekten von Benue
- Giuseppe Kirsten CSSp, 1937–1947
- James Hagan CSSp, 1948–1950

### Apostolische Präfekten von Oturkpo
- James Hagan CSSp, 1950–1959

### Bischöfe von Oturkpo
- James Hagan CSSp, 1959–1960

### Bischöfe von Makurdi
- James Hagan CSSp, 1960–1966
- Donal Joseph Murray CSSp, 1968–1989
- Athanasius Atule Usuh, 1989–2015
- Wilfred Chikpa Anagbe CMF, seit 2015

## Statistik
| Jahr | Bevölkerung | Bevölkerung | Bevölkerung | Priester     | Priester         | Priester       | Priester               | Ständige Diakone | Ordensleute  | Ordensleute      | Pfarreien |
| Jahr | Katholiken  | Einwohner   | %           | Gesamtanzahl | Diözesanpriester | Ordenspriester | Katholiken je Priester | Ständige Diakone | Ordensbrüder | Ordensschwestern | Pfarreien |
| ---- | ----------- | ----------- | ----------- | ------------ | ---------------- | -------------- | ---------------------- | ---------------- | ------------ | ---------------- | --------- |
| 1970 | 47.431      | 2.641.960   | 1,8         | 84           | 42               | 42             | 564                    |                  | 46           | 24               |           |
| 1980 | 224.000     | 3.200.000   | 7,0         | 75           | 28               | 47             | 2.986                  |                  | 52           | 57               | 4         |
| 1990 | 627.511     | 4.703.000   | 13,3        | 120          | 78               | 42             | 5.229                  |                  | 47           | 90               | 4         |
| 1999 | 1.160.140   | 3.400.313   | 34,1        | 136          | 122              | 14             | 8.530                  |                  | 59           | 96               | 64        |
| 2000 | 1.072.855   | 2.510.000   | 42,7        | 145          | 139              | 6              | 7.399                  |                  |              | 78               | 53        |
| 2001 | 1.077.235   | 2.780.110   | 38,7        | 118          | 110              | 8              | 9.129                  |                  | 56           | 79               | 56        |
| 2002 | 1.105.280   | 2.780.110   | 39,8        | 123          | 112              | 11             | 8.986                  |                  | 58           | 65               | 44        |
| 2003 | 1.177.966   | 2.905.341   | 40,5        | 134          | 117              | 17             | 8.790                  |                  | 64           | 69               | 47        |
| 2004 | 1.380.790   | 3.005.568   | 45,9        | 122          | 116              | 6              | 11.317                 |                  | 54           | 66               | 58        |